# Techoeri
De Techoeri (Georgisch: ტეხური) is een 101 kilometer lange zijrivier van de Rioni rivier in Georgië met een stroomgebied van 1040 km². De Techoeri ontspringt in het Egrisigebergte onder de 3002 meter hoge berg Techoerishdoedi op een hoogte van ongeveer 2400 meter boven zeeniveau. De rivier stroomt geheel door de regio Samegrelo-Zemo Svaneti in een overwegend zuid-zuidwestelijke richting, door de gemeenten Martvili en Senaki. 
De bovenloop van de rivier kenmerkt zich door canyons en is populair bij rafting en kayak enthousiastelingen. In de middenloop, na het verlaten van het Egrisigebergte, stroomt de rivier vlak langs de lokaal bekende Martvili Canyon, waar de Abasja rivier doorheen stroomt. De Abasja is de belangrijkste zijrivier van de Techoeri. Zij komen samen op enkele kilometers van de monding in de Rioni rivier, en stromen min of meer parallel naar het Colchis laagland. De Techoeri stroomt na passage door enkele lokale kloven, zoals bij het populaire Nokalakevi waar zwavelbronnen en een historisch fort zijn, door het Colchis laagland langs de zuidoostkant van de stad Senaki, de belangrijkste plaats langs de route.

## Foto's

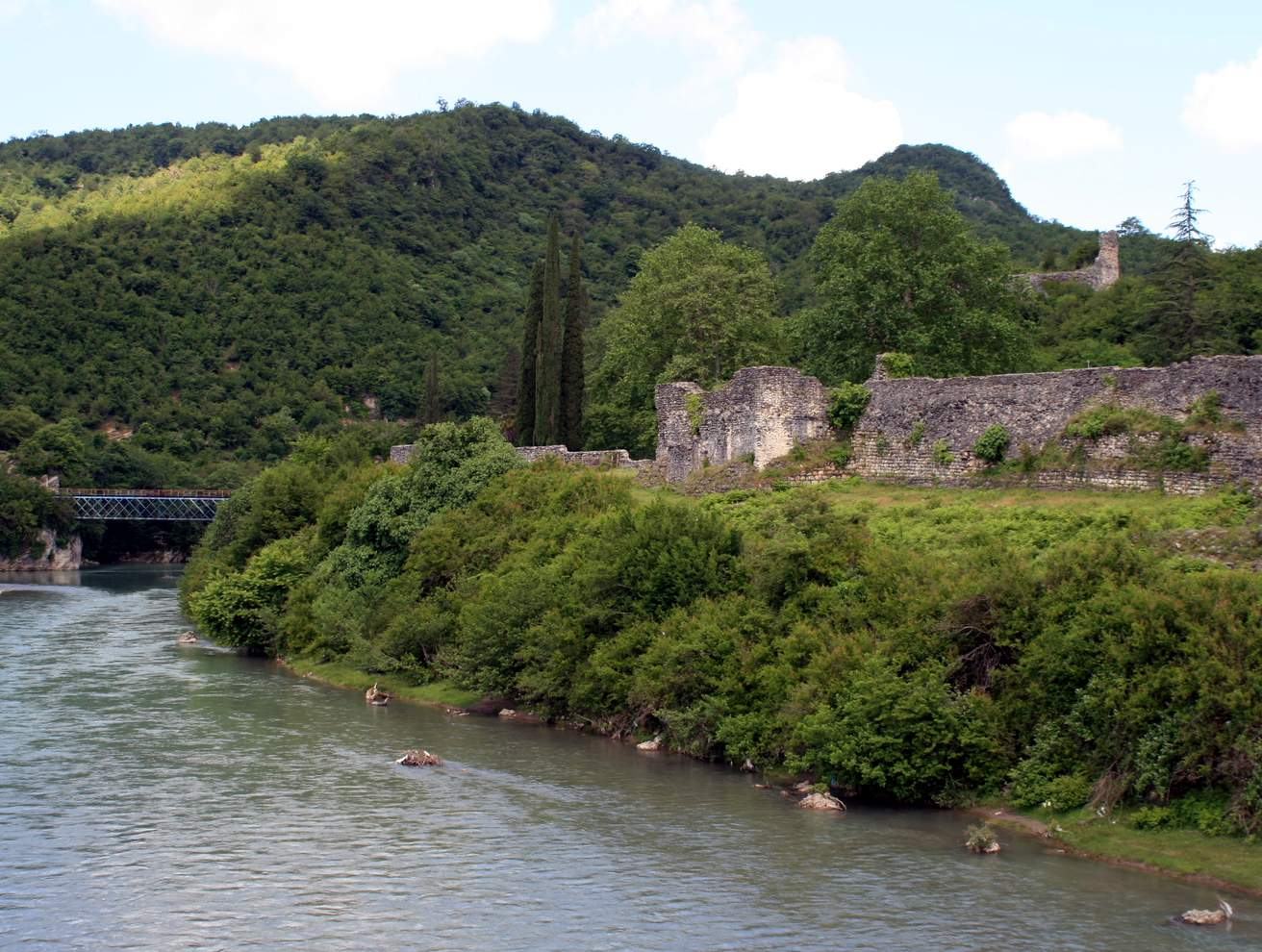
Techoeri langs het historische fort in Nokalakevi
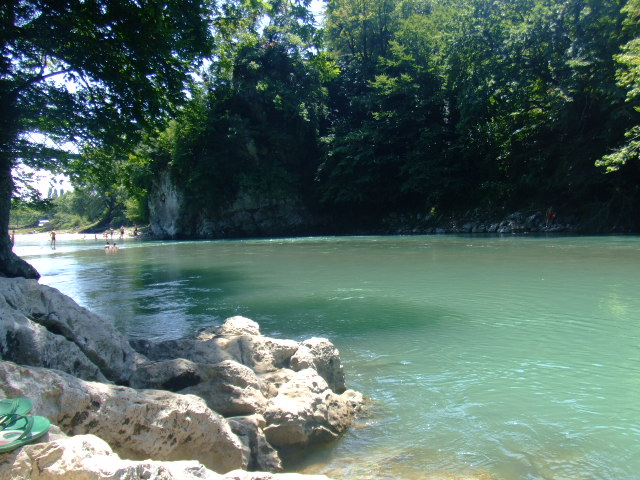
Techoeri bij Nokalakevi